# Olaszország repülőtereinek listája

Olaszország legfontosabb repülőterei

Ez a lista Olaszország repülőtereit sorolja fel.

## A lista
| Név                                                          | Kiszolgált város                         | Kép | IATA | ICAO | Koordináta |
| ------------------------------------------------------------ | ---------------------------------------- | --- | ---- | ---- | --- |
| Abruzzói repülőtér                                           | Pescara                                  |     | PSR  | LIBP | é. sz. 42,437222°, k. h. 14,187222°42.437222°N 14.187222°E |
| Albenga repülőtér                                            | Albenga                                  |     | ALL  | LIMG | é. sz. 44,045688°, k. h. 8,125330°44.045688°N 8.125330°E |
| Alessandria repülőtér                                        | Alessandria                              |     | QAL  | LILA | é. sz. 44,92440°, k. h. 8,62556°44.924400°N 8.625560°E |
| Alghero-Fertilia repülőtér                                   | Alghero                                  |     | AHO  | LIEA | é. sz. 40,631111°, k. h. 8,288611°40.631111°N 8.288611°E |
| Alzate Brianza repülőtér                                     |                                          |     |      | LILB | é. sz. 45,76940°, k. h. 9,16111°45.769400°N 9.161110°E |
| Amendola repülőtér                                           |                                          |     |      |      | é. sz. 41,54139°, k. h. 15,71808°41.541390°N 15.718080°E |
| Aosta repülőtér                                              | Aosta                                    |     | AOT  | LIMW | é. sz. 45,739238°, k. h. 7,363855°45.739238°N 7.363855°E |
| Aquino repülőtér                                             |                                          |     |      | LIAQ | é. sz. 41,4856°, k. h. 13,7189°41.485600°N 13.718900°E |
| Arezzo repülőtér                                             | Arezzo                                   |     |      | LIQB | é. sz. 43,4553°, k. h. 11,8472°43.455300°N 11.847200°E é. sz. 43,455278°, k. h. 11,847222°43.455278°N 11.847222°E                                                              |
| Bari-Palesei repülőtér                                       | Bari                                     |     | BRI  | LIBD | é. sz. 41,138856°, k. h. 16,760594°41.138856°N 16.760594°E |
| Belluno repülőtér                                            | Belluno                                  |     | BLX  | LIDB | é. sz. 46,166667°, k. h. 12,248056°46.166667°N 12.248056°E |
| Bergamo-Orio al Serió-i repülőtér                            | Bergamo                                  |     | BGY  | LIME | é. sz. 45,66547°, k. h. 9,69948°45.665470°N 9.699480°E |
| Bolognai Guglielmo Marconi repülőtér                         | Bologna                                  |     | BLQ  | LIPE | é. sz. 44,535444°, k. h. 11,288667°44.535444°N 11.288667°E |
| Bolzanói repülőtér                                           | Bolzano                                  |     | BZO  | LIPB | é. sz. 46,460278°, k. h. 11,326389°46.460278°N 11.326389°E |
| Borgo Mezzanone repülőtér                                    | Manfredonia                              |     | VBS  | LIBO | é. sz. 41,402778°, k. h. 15,734444°41.402778°N 15.734444°E |
| Bresciai repülőtér                                           | Brescia                                  |     | VBS  | LIPO | é. sz. 45,4276°, k. h. 10,3306°45.427600°N 10.330600°E |
| Bresso repülőtér                                             | Milánó                                   |     | QIB  | LIMB | é. sz. 45,540608°, k. h. 9,202633°45.540608°N 9.202633°E é. sz. 45,53903°, k. h. 9,20277°45.539030°N 9.202770°E                                                                |
| Brindisi-Casalei repülőtér                                   | Brindisi                                 |     | BDS  | LIBR | é. sz. 40,657500°, k. h. 17,946944°40.657500°N 17.946944°E |
| Ca' Negra repülőtér                                          |                                          |     |      | LIDC | é. sz. 45,0831°, k. h. 12,1500°45.083100°N 12.150000°E |
| Cagliari Elmas repülőtér                                     | Cagliari                                 |     | CAG  | LIEE | é. sz. 39,251469°, k. h. 9,054283°39.251469°N 9.054283°E |
| Calcinate del Pesce repülőtér                                |                                          |     |      | LILC | é. sz. 45,809717°, k. h. 8,768050°45.809717°N 8.768050°E |
| Capua repülőtér                                              |                                          |     |      | LIAU | é. sz. 41,115833°, k. h. 14,177778°41.115833°N 14.177778°E |
| Carpi repülőtér                                              |                                          |     |      | LIDU | é. sz. 44,834444°, k. h. 10,871944°44.834444°N 10.871944°E |
| Casale Monferrato repülőtér                                  |                                          |     |      | LILM | é. sz. 45,11060°, k. h. 8,45639°45.110600°N 8.456390°E |
| Castelvetrano repülőtér                                      |                                          |     |      |      | é. sz. 37,673325°, k. h. 12,774800°37.673325°N 12.774800°E |
| Catania-Fontanarossai nemzetközi repülőtér                   | Catania                                  |     | CTA  | LICC | é. sz. 37,466667°, k. h. 15,063889°37.466667°N 15.063889°E |
| Ciampino–G. B. Pastine nemzetközi repülőtér                  | Róma                                     |     | CIA  | LIRA | é. sz. 41,7995°, k. h. 12,5914°41.799500°N 12.591400°E |
| Comisói repülőtér                                            | Comiso                                   |     | CIY  | LICB | é. sz. 36,991667°, k. h. 14,606944°36.991667°N 14.606944°E |
| Cremona repülőtér                                            | Cremona                                  |     |      | LILR | é. sz. 45,1667°, k. h. 10,0022°45.166700°N 10.002200°E |
| Cristoforo Colombo repülőtér                                 | Genova                                   |     | GOA  | LIMJ | é. sz. 44,413480°, k. h. 8,837563°44.413480°N 8.837563°E |
| Crotone repülőtér                                            | Crotone                                  |     | CRV  | LIBC | é. sz. 38,997222°, k. h. 17,080278°38.997222°N 17.080278°E |
| Cuneo-Levaldigi repülőtér                                    | Cuneo                                    |     | CUF  | LIMZ | é. sz. 44,54595°, k. h. 7,62182°44.545950°N 7.621820°E |
| Falcone-Borsellino nemzetközi repülőtér                      | Palermo                                  |     | PMO  | LICJ | é. sz. 38,181944°, k. h. 13,099444°38.181944°N 13.099444°E |
| Fano Airport                                                 |                                          |     |      | LIDF | é. sz. 43,823783°, k. h. 13,025581°43.823783°N 13.025581°E |
| Federico Fellini nemzetközi repülőtér                        | Rimini                                   |     | RMI  | LIPR | é. sz. 44,019444°, k. h. 12,609444°44.019444°N 12.609444°E |
| Ferrara repülőtér                                            |                                          |     |      |      | é. sz. 44,83333°, k. h. 11,61667°44.833330°N 11.616670°E |
| Ferrara-San Luca repülőtér                                   |                                          |     |      | LIPF | é. sz. 44,812500°, k. h. 11,613611°44.812500°N 11.613611°E |
| Firenze-Campo di Marte repülőtér                             |                                          |     |      |      | é. sz. 43,780833°, k. h. 11,282222°43.780833°N 11.282222°E |
| Firenzei repülőtér                                           | Firenze                                  |     | FLR  | LIRQ | é. sz. 43,808611°, k. h. 11,202778°43.808611°N 11.202778°E |
| Foggia repülőtér                                             | Foggia                                   |     | FOG  | LIBF | é. sz. 41,433889°, k. h. 15,535833°41.433889°N 15.535833°E |
| Foligno repülőtér                                            | Foligno                                  |     |      | LIAF | é. sz. 42,932778°, k. h. 12,710000°42.932778°N 12.710000°E |
| Forlì repülőtér                                              | Forlì                                    |     | FRL  | LIPK | é. sz. 44,196974°, k. h. 12,071571°44.196974°N 12.071571°E é. sz. 44,195450°, k. h. 12,069583°44.195450°N 12.069583°E                                                          |
| Gorizia repülőtér                                            | Gorizia                                  |     |      | LIPG | é. sz. 45,906112°, k. h. 13,599445°45.906112°N 13.599445°E é. sz. 45,906667°, k. h. 13,599167°45.906667°N 13.599167°E                                                          |
| Grazzanise repülőtér                                         |                                          |     |      | LIRM | é. sz. 41,060833°, k. h. 14,081944°41.060833°N 14.081944°E |
| Grazzanise repülőtér                                         |                                          |     |      |      | é. sz. 41,06083°, k. h. 14,08194°41.060830°N 14.081940°E |
| Grosseto repülőtér                                           | Grosseto Grosseto (kapital sa lalawigan) |     | GRS  | LIRS | é. sz. 42,759722°, k. h. 11,071667°42.759722°N 11.071667°E |
| Guidonia repülőtér                                           |                                          |     |      |      | é. sz. 41,99028°, k. h. 12,74083°41.990280°N 12.740830°E |
| Idroscalo Civile di Bracciano                                |                                          |     |      | LRSP | é. sz. 42,085000°, k. h. 12,219167°42.085000°N 12.219167°E |
| Idroscalo di Enna repülőtér                                  | Enna                                     |     |      | LICE | é. sz. 37,65°, k. h. 14,40°37.650000°N 14.400000°E |
| Idroscalo di Siracusa                                        |                                          |     |      |      | é. sz. 37,065000°, k. h. 15,279167°37.065000°N 15.279167°E |
| Istrana repülőtér                                            |                                          |     |      |      | é. sz. 45,68250°, k. h. 12,08694°45.682500°N 12.086940°E |
| Jesi repülőtér                                               |                                          |     |      |      | é. sz. 43,5414°, k. h. 13,2717°43.541400°N 13.271700°E |
| Lamezia Terme repülőtér                                      | Lamezia Terme                            |     | SUF  | LICA | é. sz. 38,905278°, k. h. 16,242222°38.905278°N 16.242222°E |
| Lampedusa repülőtér                                          | Lampedusa Cirneco di Lampedusa           |     | LMP  | LICD | é. sz. 35,497778°, k. h. 12,618056°35.497778°N 12.618056°E |
| Lecce-San Cataldo repülőtér                                  |                                          |     |      | LINL | é. sz. 40,357500°, k. h. 18,293889°40.357500°N 18.293889°E |
| Legnago repülőtér                                            | Legnago                                  |     |      | LIDL | é. sz. 45,1325°, k. h. 11,2925°45.132500°N 11.292500°E |
| Lucca repülőtér                                              | Lucca                                    |     | LCV  | LIQL | é. sz. 43,825556°, k. h. 10,579167°43.825556°N 10.579167°E é. sz. 43,828205°, k. h. 10,578167°43.828205°N 10.578167°E é. sz. 43,82577°, k. h. 10,57644°43.825770°N 10.576440°E |
| Lugo repülőtér                                               |                                          |     |      | LIDG | é. sz. 44,398322°, k. h. 11,855392°44.398322°N 11.855392°E |
| L’Aquila repülőtér                                           | L’Aquila                                 |     | QAQ  | LIAP | é. sz. 42,380555°, k. h. 13,310278°42.380555°N 13.310278°E |
| Manduria repülőtér                                           | Manduria                                 |     |      | LINM | é. sz. 40,442531°, k. h. 17,630369°40.442531°N 17.630369°E |
| Mantova-Migliaretto repülőtér                                | Mantova                                  |     |      | LIDM | é. sz. 45,1359°, k. h. 10,7945°45.135900°N 10.794500°E |
| Marchei repülőtér                                            | Ancona                                   |     | AOI  | LIPY | é. sz. 43,616667°, k. h. 13,360278°43.616667°N 13.360278°E |
| Marina di Campo repülőtér                                    | Campo nell’Elba Elba                     |     | EBA  | LIRJ | é. sz. 42,761111°, k. h. 10,239722°42.761111°N 10.239722°E |
| Massa Cinquale repülőtér                                     |                                          |     |      |      | é. sz. 43,9860°, k. h. 10,1428°43.986000°N 10.142800°E |
| Massa-Cinquale repülőtér                                     |                                          |     |      | LILQ | é. sz. 43,986111°, k. h. 10,143889°43.986111°N 10.143889°E |
| Merano repülőtér                                             |                                          |     |      |      | é. sz. 46,6833°, k. h. 11,1667°46.683300°N 11.166700°E |
| Milánó-Linatei repülőtér                                     | Milánó                                   |     | LIN  | LIML | é. sz. 45,4609°, k. h. 9,2800°45.460900°N 9.280000°E |
| Milánó-Malpensai repülőtér                                   | Milánó Lombardia                         |     | MXP  | LIMC | é. sz. 45,630000°, k. h. 8,723056°45.630000°N 8.723056°E |
| Minotaurus e Medusa repülőtér                                |                                          |     |      |      | é. sz. 38,0472°, k. h. 14,5397°38.047200°N 14.539700°E |
| Modena repülőtér                                             |                                          |     | ZMO  | LIPM | é. sz. 44,631389°, k. h. 10,808611°44.631389°N 10.808611°E |
| Novara / Cameri repülőtér                                    |                                          |     |      |      | é. sz. 45,52959°, k. h. 8,66923°45.529590°N 8.669230°E |
| Novi Ligure repülőtér                                        |                                          |     |      | LIMR | é. sz. 44,78170°, k. h. 8,78833°44.781700°N 8.788330°E é. sz. 44,779445°, k. h. 8,786667°44.779445°N 8.786667°E                                                                |
| Nápolyi nemzetközi repülőtér                                 | Nápoly                                   |     | NAP  | LIRN | é. sz. 40,884444°, k. h. 14,290833°40.884444°N 14.290833°E |
| Olbia Costa Smeralda repülőtér                               | Olbia                                    |     | OLB  | LIEO | é. sz. 40,898661°, k. h. 9,517628°40.898661°N 9.517628°E |
| Olbia-Venafiorita repülőtér                                  | Olbia                                    |     |      | LIEV | é. sz. 40,8667°, k. h. 9,5000°40.866700°N 9.500000°E |
| Oristano repülőtér                                           | Oristano                                 |     | FNU  | LIER | é. sz. 39,895414°, k. h. 8,642592°39.895414°N 8.642592°E |
| Padova repülőtér                                             | Padova                                   |     |      | LIPU | é. sz. 45,395833°, k. h. 11,848056°45.395833°N 11.848056°E |
| Pantelleria repülőtér                                        | Pantelleria                              |     | PNL  | LICG | é. sz. 36,813889°, k. h. 11,965556°36.813889°N 11.965556°E |
| Pavullo nel Frignano repülőtér                               | Pavullo nel Frignano                     |     |      | LIDP | é. sz. 44,322222°, k. h. 10,831667°44.322222°N 10.831667°E |
| Perugia San Francesco d'Assisi – Umbria nemzetközi repülőtér | Perugia                                  |     | PEG  | LIRZ | é. sz. 43,095407°, k. h. 12,502804°43.095407°N 12.502804°E |
| Pisai nemzetközi repülőtér                                   | Pisa                                     |     | PSA  | LIRP | é. sz. 43,683889°, k. h. 10,392500°43.683889°N 10.392500°E |
| Pista Mattei repülőtér                                       |                                          |     |      |      | é. sz. 40,43205°, k. h. 16,55429°40.432050°N 16.554290°E |
| Ponte Olivo repülőtér                                        | Gela                                     |     |      |      | é. sz. 37,131022°, k. h. 14,321464°37.131022°N 14.321464°E |
| Pontedera repülőtér                                          |                                          |     |      | LIAT | é. sz. 43,650000°, k. h. 10,616667°43.650000°N 10.616667°E |
| Prati Vecchi d'Aguscello repülőtér                           |                                          |     |      | LIDV | é. sz. 44,7900°, k. h. 11,6728°44.790000°N 11.672800°E |
| Pármai repülőtér                                             | Parma                                    |     | PMF  | LIMP | é. sz. 44,822222°, k. h. 10,295278°44.822222°N 10.295278°E |
| Ragusa-Giubiliana repülőtér                                  |                                          |     |      |      | é. sz. 36,860833°, k. h. 14,627222°36.860833°N 14.627222°E |
| Ravenna repülőtér                                            | Ravenna                                  |     | RAN  | LIDR | é. sz. 44,364167°, k. h. 12,225000°44.364167°N 12.225000°E |
| Reggio Calabria repülőtér                                    | Reggio Calabria                          |     | REG  | LICR | é. sz. 38,071944°, k. h. 15,653611°38.071944°N 15.653611°E |
| Rieti repülőtér                                              | Rieti                                    |     |      | LIQN | é. sz. 42,425906°, k. h. 12,850823°42.425906°N 12.850823°E |
| Rom-Centocelle katonai repülőtér                             | Róma                                     |     |      | LIRC | é. sz. 41,872500°, k. h. 12,562778°41.872500°N 12.562778°E |
| Rome Urbe repülőtér                                          | Róma                                     |     |      | LIRU | é. sz. 41,953055°, k. h. 12,501945°41.953055°N 12.501945°E |
| Róma-Fiumicino nemzetközi repülőtér                          | Róma                                     |     | FCO  | LIRF | é. sz. 41,7956°, k. h. 12,2499°41.795600°N 12.249900°E |
| Salerno repülőtér                                            | Salerno                                  |     | QSR  | LIRI | é. sz. 40,6200°, k. h. 14,9125°40.620000°N 14.912500°E |
| San Sepolcro repülőtér                                       | Sansepolcro                              |     |      | LIQF | é. sz. 43,5600°, k. h. 12,1564°43.560000°N 12.156400°E |
| Sarzana / Luni repülőtér                                     |                                          |     |      |      | é. sz. 44,08546°, k. h. 9,98503°44.085460°N 9.985030°E |
| Sarzana-Luni katonai repülőtér                               | Sarzana                                  |     |      | LIQW | é. sz. 44,088889°, k. h. 9,988889°44.088889°N 9.988889°E |
| Scalea repülőtér                                             | Scalea                                   |     |      | LICK | é. sz. 39,780556°, k. h. 15,816667°39.780556°N 15.816667°E |
| Sciacca légibázis                                            |                                          |     |      | LICS | é. sz. 37,5611°, k. h. 13,0872°37.561100°N 13.087200°E |
| Serristori repülőtér                                         |                                          |     |      | LIQQ | é. sz. 43,3325°, k. h. 11,8581°43.332500°N 11.858100°E |
| Taliedo repülőtér                                            | Milánó                                   |     |      |      | é. sz. 45,452500°, k. h. 9,247444°45.452500°N 9.247444°E |
| Tarent-Grottaglie repülőtér                                  | Taranto                                  |     | TAR  | LIBG | é. sz. 40,516172°, k. h. 17,404786°40.516172°N 17.404786°E |
| Torinói nemzetközi repülőtér                                 | Torino                                   |     | TRN  | LIMF | é. sz. 45,201787°, k. h. 7,649595°45.201787°N 7.649595°E |
| Tortolì-Arbatax repülőtér                                    | Tortolì                                  |     | TTB  | LIET | é. sz. 39,916667°, k. h. 9,683333°39.916667°N 9.683333°E |
| Trapani-Milo repülőtér                                       |                                          |     |      |      | é. sz. 38,005556°, k. h. 12,583889°38.005556°N 12.583889°E |
| Trevisói repülőtér                                           | Treviso Velence                          |     | TSF  | LIPH | é. sz. 45,650833°, k. h. 12,197778°45.650833°N 12.197778°E |
| Trieste – Friuli Venezia Giulia repülőtér                    | Trieszt                                  |     | TRS  | LIPQ | é. sz. 45,82123°, k. h. 13,48557°45.821230°N 13.485570°E |
| Turin-Aeritalia repülőtér                                    |                                          |     |      | LIMA | é. sz. 45,086099°, k. h. 7,602201°45.086099°N 7.602201°E |
| Udine / Campoformido repülőtér                               |                                          |     |      |      | é. sz. 46,03333°, k. h. 13,18333°46.033330°N 13.183330°E |
| Udine-Campoformido repülőtér                                 | Udine                                    |     | UDN  | LIPD | é. sz. 46,031944°, k. h. 13,186667°46.031944°N 13.186667°E é. sz. 45,97700°, k. h. 13,03837°45.977000°N 13.038370°E                                                            |
| Valbrembo repülőtér                                          | Valbrembo                                |     |      | LILV | é. sz. 45,71716°, k. h. 9,59319°45.717160°N 9.593190°E |
| Varese / Venegono repülőtér                                  |                                          |     |      |      | é. sz. 45,74220°, k. h. 8,88823°45.742200°N 8.888230°E |
| Varese-Venegono repülőtér                                    | Varese                                   |     | QVA  | LILN | é. sz. 45,742222°, k. h. 8,888333°45.742222°N 8.888333°E é. sz. 45,740555°, k. h. 8,886945°45.740555°N 8.886945°E                                                              |
| Velence Marco Polo repülőtér                                 | Velence                                  |     | VCE  | LIPZ | é. sz. 45,505278°, k. h. 12,351944°45.505278°N 12.351944°E |
| Verona Boscomantico repülőtér                                |                                          |     | QBS  | LIPN | é. sz. 45,471944°, k. h. 10,928056°45.471944°N 10.928056°E |
| Verona Villafranca repülőtér                                 | Verona                                   |     | VRN  | LIPX | é. sz. 45,396388°, k. h. 10,888055°45.396388°N 10.888055°E |
| Vicenza repülőtér                                            | Vicenza                                  |     | VIC  | LIPT | é. sz. 45,573411°, k. h. 11,529550°45.573411°N 11.529550°E é. sz. 45,571667°, k. h. 11,526945°45.571667°N 11.526945°E                                                          |
| Vincenzo Florio repülőtér Trapani–Birgi                      | Trapani                                  |     | TPS  | LICT | é. sz. 37,911944°, k. h. 12,493333°37.911944°N 12.493333°E |
| Voghera repülőtér                                            | Voghera                                  |     |      | LILH | é. sz. 44,952000°, k. h. 9,016528°44.952000°N 9.016528°E |